# Quiévrechain
Quiévrechain is een gemeente in het Franse Noorderdepartement (Frans: département du Nord) (regio Hauts-de-France). De gemeente telde op 1 januari 2022 6.078 inwoners en maakt deel uit van het arrondissement Valenciennes. In het noorden van de gemeente ligt het gehucht Blanc-Misseron.

## Geschiedenis
Quiévrechain was een grensplaats tussen Frans-Henegouwen en Henegouwen in de Oostenrijkse Nederlanden. Pas in 1779 werd het stuk grondgebied ten oosten van de Aunelle, waar zich ook het kasteel bevond, afgestaan aan de Oostenrijkse Nederlanden.
Het landelijk gehuchtje Blanc-Misseron op de weg Valenciennes-Bergen kwam in het midden van de 19de eeuw ook langs de spoorlijn Valenciennes-Bergen te liggen, en op het eind van de 19de eeuw vestigden zich hier verschillende fabrieken. Quiévrechain groeide en breidde zich vooral noordwaarts uit richting Blanc-Misseron. De Église Saint-Martin in het dorpscentrum werd te klein en in Blanc-Misseron werd in 1892-1894 een tweede kerk gebouwd, de Église du Sacré-Cœur.

## Geografie
De oppervlakte van Quiévrechain bedroeg op 1 januari 2022 4,71 vierkante kilometer; de bevolkingsdichtheid was toen 1.290,4 inwoners per km². De gemeente grenst aan België en de Belgische gemeente Quiévrain. Het riviertje de Aunelle vormt er de grens met België.

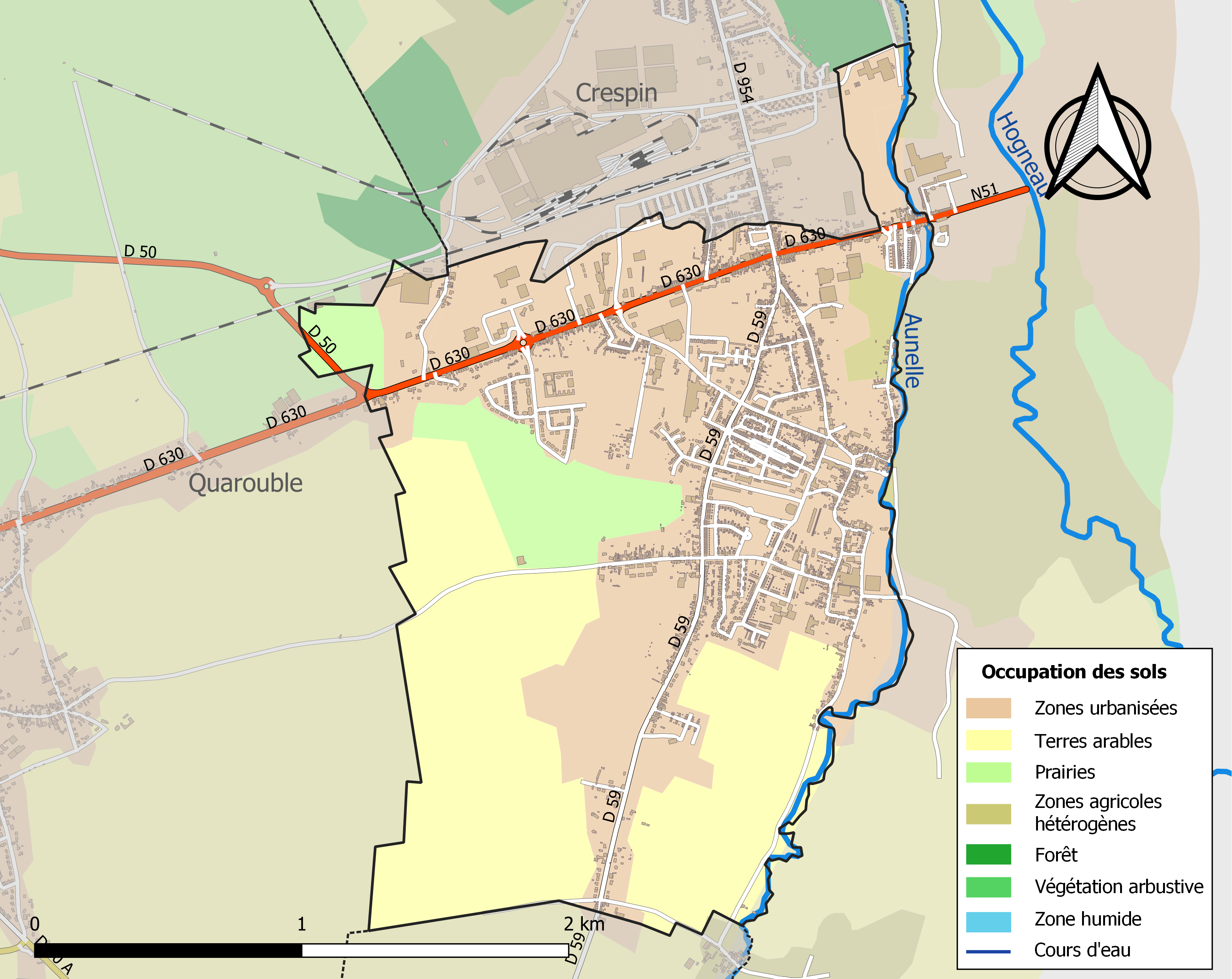
Kaart van de gemeente met belangrijkste infrastructuur, bodemgebruik en omliggende gemeenten

## Bezienswaardigheden
- De Sint-Martinuskerk (Église Saint-Martin) werd eind 16e eeuw herbouwd en uit die tijd is een gotische poort bewaard die vroeger op het kerkhof uitkwam. In latere eeuwen vergroot waardoor het exterieur van de kerk sterk gewijzigd is, maar het interieur bewaart nog een aantal kunstwerken uit de 16e eeuw.
- De Heilig-Hartkerk (Église du Sacré-Cœur) in het plaatsje Blanc-Misseron is een neogotisch kerkgebouw dat werd gebouwd in 1892-1894.
- Op de gemeentelijke begraafplaats van Quiévrechain bevinden zich zes Britse oorlogsgraven uit de Eerste Wereldoorlog.

## Natuur en landschap
Quiévrechain is een grensplaats die praktisch vastgebouwd is aan het Belgische Quiévrain. De hoogte aan de Sint-Martinuskerk bedraagt 33 meter.

## Economie
De steenkoolwinning vond plaats via twee schachten: de eerste was in bedrijf van 1880-1949 en de tweede van 1902-1950. Ook kende de plaats diverse zware metaalbedrijven. Sluiting van deze bedrijven in de 2e helft van de 20e eeuw leidde tot verarming en het wegtrekken van de bevolking.

## Demografie
Onderstaande figuur toont het verloop van het inwonertal (bron: INSEE-tellingen).

## Verkeer en vervoer
Door Quiévrechain loopt de oude weg Valenciennes-Bergen, en in de gemeente bevond zich vroeger een grenspost tussen Frankrijk en België. Met de aanleg van de autosnelweg A2, verder noordwaarts in buurgemeente Crespin, verloren de oude weg en grenspost aan belang.

## Geboren
- José Samyn (1946-1969), wielrenner

## Partnergemeente
Er bestaat een jumelage met de plaats Merzenich in Duitsland.

## Nabijgelegen kernen
Quiévrain, Marchipont, Quarouble, Crespin